# Coregonus maraena
Coregonus maraena е вид лъчеперка от семейство Пъстървови (Salmonidae). Видът е уязвим и сериозно застрашен от изчезване.

## Разпространение и местообитание
Разпространен е в Германия, Дания, Естония, Латвия, Литва, Нидерландия, Норвегия, Полша, Русия, Финландия и Швеция.
Обитава крайбрежията на сладководни и полусолени басейни, морета, заливи и реки.

## Описание
На дължина достигат до 1,3 m, а теглото им е максимум 10000 g.
Популацията на вида е намаляваща.